# Catherine (videogioco)
Catherine (キャサリン?, Kyasarin) è un videogioco platform-adventure del 2011, sviluppato e pubblicato da Atlus per PlayStation 3, Xbox 360 e Microsoft Windows. Si tratta del primo titolo di Atlus ad essere sviluppato per la settima generazione di console.
Il gioco è stato commercializzato in Giappone il 17 febbraio 2011 e in Nord America il 26 luglio 2011, mentre in Europa è uscito il 10 febbraio 2012 pubblicato da Deep Silver. Il 14 febbraio 2019 è stato pubblicato in Giappone Catherine: Full Body, rifacimento completo del titolo originale con nuovi personaggi e una storia parzialmente riscritta. Il remake è arrivato nel mercato europeo e nordamericano il 3 settembre dello stesso anno.

## Trama
Il protagonista del gioco è Vincent Brooks, un ingegnere di 32 anni fidanzato con Katherine McBride, una manager che lavora per una famosa catena di abbigliamento. La vita di Vincent scorre in maniera piuttosto monotona, alternando serate con gli amici in un bar a momenti di intimità con Katherine. Tuttavia, mentre Vincent desidera una vita priva di impegni, la sua ragazza vorrebbe sposarsi.
La vita del protagonista ha una svolta con l'arrivo della bella, giovane e procace Catherine, da cui egli è sedotto. Il mattino dopo aver conosciuto la ragazza, scopre di aver passato la notte con lei pur non ricordandosi nulla. Contemporaneamente inizia a soffrire di terribili incubi, che accomunano anche molti altri uomini del quartiere. Secondo alcune dicerie, chi muore nel sogno muore anche nella realtà, ed infatti in molti vengono rinvenuti morti in circostanze inspiegabili nei loro letti.
La storia si suddivide in giornate, per un totale di nove, ognuna avente come inizio il risveglio di Vincent da un incubo.
- Giorno 1

Vincent si incontra con Katherine, ma nel frattempo egli ha la mente ancora in subbuglio per via dell'incubo avuto la sera prima, che, tuttavia, fatica a ricordare. Ma il giocatore ha modo di rivivere la traumatica esperienza: Vincent, aiutato da un misterioso figuro, che gli parla da una zona non ben chiara, riesce a scalare un enorme muro composto da cubi, mentre lentamente il terreno sta crollando. Una volta che Vincent giunge in cima, il flashback si conclude e torniamo al dialogo tra lui e Katherine. Quella sera il protagonista, rimasto solo nel locale che frequenta coi suoi amici, lo Stray Sheep Bar, viene avvicinato da una giovane e seducente ragazza di nome Catherine.
- Giorno 2

A mezzanotte Vincent ha nuovamente un incubo, simile al precedente. Ancora una volta deve scalare un muro. Una volta superati gli ostacoli, scopre di non essere solo: insieme a lui ci sono delle pecore bipedi. In breve, si rende conto che queste, in realtà, sono uomini come lui (egli stesso, durante gli incubi, è dotato di piccole corna da pecora). In particolare, conosce una "pecora con una cravatta", la stessa che la notte prima gli urlava i consigli per proseguire. Di fronte a sé trova poi un confessionale. Una volta entrato, una voce misteriosa gli pone una domanda, per poi spedirlo alla sfida successiva. Prima di fare ciò, avverte però Vincent che vi è una fine per questi incubi, cioè la Cattedrale, il luogo in cui i maledetti dai sogni mortali possono trovare la salvezza. Alla fine, Vincent si risveglia e scopre di aver dormito con la misteriosa estranea della prima sera, ricordando a fatica come l'ha conosciuta. Quella sera, parlando coi suoi amici si rende conto che nemmeno loro sanno chi sia la donna misteriosa, né l'hanno mai vista. Nel frattempo, al TG vengono annunciate altre morti misteriose.
- Giorno 3

Risvegliatosi, Vincent scopre di aver dormito nuovamente insieme alla ragazza, di cui conosce per la prima volta il nome: Catherine. Lo stesso giorno, la sua fidanzata, Katherine, gli dice che probabilmente lei è incinta, lasciando senza parole Vincent.
- Giorno 4

Sopravvissuto nuovamente ai suoi incubi, Vincent trova ancora una volta Catherine a fianco a lui nel letto. Nel frattempo, Katherine bussa alla porta di Vincent, che deve nasconderle la presenza dell'amante. La fidanzata del giovane, nel frattempo, gli dice che è davvero incinta e se ne va. La sera, Vincent parla ancora una volta coi suoi amici e rivela le proprie ansie, non ritenendosi pronto per avere un figlio.
- Giorno 5

Sopravvissuto all'ennesimo incubo, Vincent trova finalmente la sua stanza libera, Catherine non c'è. In compenso, riceve una misteriosa telefonata da un certo Steve, che afferma di essere il fidanzato di Catherine stessa. Vincent si incontra così con la sua amante, ma viene a sapere che lei non conosce alcuno Steve. Egli teme quindi che Steve non parlasse di Catherine, bensì di Katherine, la sua fidanzata.
- Giorno 6

Al mattino, Vincent trova nuovamente Catherine nel suo letto, che gli propone un appuntamento al cinema per il giorno dopo. Lo stesso giorno, il nostro protagonista si incontra con Katherine, ma scopre che nemmeno lei conosce alcuno Steve. Più tardi, decide così di chiamare l'uomo, chiedendogli di descrivere la Catherine che lui conosce. Questa però è totalmente differente dalla Catherine di Vincent, che ritiene pertanto si tratti semplicemente di un caso di omonimia. Quella sera, parlando con gli amici, Vincent esprime la sua decisione di lasciare Catherine e sposare Katherine.
- Giorno 7

Durante il suo incubo, Vincent scopre che "la pecora con la cravatta" è proprio Steve, il "fidanzato" di Catherine. Questi muore durante il sogno, divorato da una versione diabolica dello stesso Vincent. Vincent, uscito dall'incubo, sente poi parlare al TG della morte di un certo Steve Delhomme e riesce finalmente a ricordare il contenuto dei suoi incubi. Anche alcuni suoi amici soffrono di questi sogni, a quanto pare. Quella sera, Vincent lascia Catherine, dicendole di essere già fidanzato.
- Giorno 8

Vincent si sveglia e alla porta trova Katherine. Sorprendentemente, però, nel suo appartamento si è nascosta Catherine, che rovescia la situazione. In breve, il tutto sfocia in una lite furiosa, al termine della quale Katherine uccide per errore la ragazza. Vincent cerca di accompagnare fuori dall'appartamento la sua fidanzata, ma scopre di trovarsi proprio dentro la Cattedrale, nonostante sia sveglio. I due amanti scalano così insieme l'enorme muro del palazzo, inseguiti da una gigantesca e demoniaca figura di Catherine. Al termine della scalata, Vincent chiede perdono a Katherine, ma quando sembra che ella abbia deciso di accettare le scuse, Vincent si sveglia e scopre che è stato tutto un incubo. Al suo fianco c'è proprio Katherine, venuta da lui per avvisarlo che, in realtà, non è incinta e che ha scoperto di essere stata tradita. Katherine decide così di lasciare Vincent, rimasto solo nel dolore nel suo appartamento. Parlando con uno dei suoi amici quel pomeriggio, Vincent scopre qualcosa di sorprendente: tutti i dati relativi a Catherine sono misteriosamente scomparsi, ma non solo: nessuno afferma di aver visto la giovane ragazza, nemmeno la sera prima, quando Vincent l'ha scaricata. Quella sera, al bar ricorda che una persona aveva, tuttavia, parlato con Catherine una settimana prima: "Boss", il proprietario dello Stray Sheep Bar. Parlandogli scopre che egli, in realtà, è Thomas Mutton, una divinità, il cui compito è spedire negli incubi gli uomini fedifraghi. Viene fatta inoltre luce sull'identità di Catherine: ella è un succubo, un demone che prende le fattezze della donna ideale di un uomo per poterlo sedurre, inducendolo a tradire la propria partner. Vincent propone quindi a Thomas un patto: un ultimo incubo. Se sopravvivrà, avrà diritto alla libertà.
- Giorno 9

Vincent, nel suo incubo, viene portato nell'Empireo, un regno paradisiaco. Qui affronta le sfide di Mutton e conosce inoltre l'identità della misteriosa voce del confessionale: Astaroth. Quest'ultimo afferma inoltre che Mutton un tempo era un uomo e che anche lui ha dovuto sopravvivere agli incubi. Raggiungendo, infine, la vetta della Cattedrale ed esprimendo il suo desiderio, diventando poi la divinità Dumuzid. Vincent riesce a superare tutte le sfide, giungendo al finale. Tale finale è determinato dalle scelte compiute dal giocatore durante la partita.

## Finali
Il finale del gioco è determinato da due fattori: il karma di Vincent e le risposte che darà alle domande nell'Empireo.
- Karma

Il karma viene influenzato dalle domande che la voce misteriosa fa al giocatore durante il corso della storia. In base alle scelte fatte, un indicatore si sposterà verso uno dei due estremi di una bilancia, ai cui lati si trovano, rispettivamente, un diavolo e un angelo. Tali estremi non rappresentano il bene e il male, ma vanno interpretati dallo stesso giocatore. Solo alla conclusione della storia viene fatta luce sul sistema di karma, e viene spiegato che i due estremi rappresentano l'ordine e la libertà.
- Domande nell'Empireo

Giunto alla sezione finale, Astaroth, la voce misteriosa, porrà a Vincent le cosiddette "domande per la libertà". Queste servono a comprendere in definitiva se il giocatore desideri una vita caotica o piuttosto una più tranquilla.
In base al rapporto tra Karma e risposte alle domande finali, si ottiene uno dei seguenti finali, ciascuno appartenente ad una delle tre "famiglie": finale Katherine, finale Catherine e finale Libertà.
Finale Katherine
- Cattivo: Katherine abbandona definitivamente Vincent a causa del tradimento da lui compiuto.
- Buono: Katherine si riunisce a Vincent e pianifica il matrimonio con lui.
- Vero: Katherine e Vincent si sposano allo Stray Sheep Bar.

Finale Catherine
- Cattivo: Catherine non accetta la proposta di matrimonio di Vincent e lo lascia.
- Buono: Nonostante il padre di Catherine, Nergal il re degli inferi, non sia d'accordo, Vincent e la sua amante decidono di vivere insieme. Dal momento che Catherine è un demone, Vincent va ad abitare nell'altro mondo.
- Vero: Dopo un po' di tempo passato nel regno degli inferi, Vincent perde la sua umanità: gli crescono delle corna e una coda. Diviene inoltre così potente da soppiantare Nergal dal suo stato di re dell'altro mondo e vive insieme a Catherine in una sorta di harem.

Finale Libertà
- Buono: Vincent capisce che non è pronto per sposarsi, e abbandona il proposito di riunirsi con Katherine. Cercando di seguire i propri sogni, scommette su un match di wrestling. Viene inoltre a sapere che uno dei suoi amici, Johnny, ha invitato Katherine ad un appuntamento, ma Vincent non si cura di ciò.
- Vero: La scommessa sul match va a buon fine e Vincent riesce a comprare con la somma di denaro un biglietto per il primo viaggio turistico spaziale, il suo grande sogno, conscio che una vita passata senza seguire i propri sogni è infelice.

## Personaggi
La lista di personaggi è presentata al giocatore all'inizio della storia, tramite dei titoli di testa.
Vincent Brooks: è un ingegnere informatico di 32 anni, privo di aspirazioni particolari, fidanzato con Katherine. È l'unico personaggio davvero dinamico all'interno della storia: infatti, nel corso dei 9 giorni, matura in modo considerevole fino a prendere finalmente una decisione su come vivere la propria vita. Tralasciando le sue scelte personali, Vincent si dimostra nella storia una persona molto altruista, avendo fermato la maledizione degli incubi che attanagliava il mondo e portava alla morte migliaia di persone.
Katherine McBride: è la fidanzata di Vincent. Ha 32 anni e lavora come manager presso, secondo il gioco, l'azienda di vestiti di Todd Bozeman. Secondo il gioco, ella iniziò a conoscere e a frequentare Vincent dopo una riunione di lavoro. È una donna ambiziosa, risoluta e amorevole, nonostante si comporti in modo quasi autoritario nei confronti di Vincent. È curioso notare che il suo cognome sia McBride (Bride in inglese significa "sposa"): nel corso del gioco ella, infatti, manifesta la volontà di sposarsi con Vincent. È inoltre un personaggio giocabile nella modalità multigiocatore locale.
Catherine: è la misteriosa e seducente ragazza demone che Vincent incontra allo Stray Sheep Bar. È bionda e giovane, e veste con un succinto abito bianco. Rappresenta la donna dei sogni di Vincent. Ella è in realtà un demone e il suo compito è proprio quello di trasformarsi nella ragazza ideale di uomini fedifraghi per farli cadere nella scia di incubi mortali, facendo sì che se muoiono, muoiono anche nella vita reale. È figlia del dio degli inferi Nergal. Se nei finali si sceglie lei, viene chiarito che Catherine, benché avesse solo il compito di sedurre Vincent, ammette che passava più tempo con lui rispetto agli altri uomini, finendo per essere davvero attratta da lui. 
Johnny Ariga: è uno degli amici di Vincent. I due si conoscono sin dall'infanzia. Jonny prova un inconfessato amore per Katherine e per questo motivo, è vittima degli incubi. All'interno di questi, lui è rappresentato dalla "pecora che fuma". L'amore che prova per Katherine viene alla luce solo nel finale "Libertà".
Orlando Haddick: è un altro degli amici di Vincent. È un uomo divorziato, che vive nella costante solitudine e nel rimorso per aver lasciato la propria moglie. A causa di ciò, anche lui viene gettato all'interno degli incubi ed è la "pecora col cappello rosso". Al termine del finale "Katherine vero", lo si vede nuovamente insieme alla moglie, con cui vuole riprovare ad avere una vita insieme.
Toby Nebbins: terzo e ultimo compagno di Vincent, nonché il più giovane del gruppo. È un ragazzo sentimentale, innamorato della cameriera dello Stray Sheep Bar, Erica, con la quale riesce anche ad avere un rapporto sessuale.
Erica Anderson: cameriera dello Stray Sheep Bar, amica di vecchia data di Vincent e compagnia. Nel finale "Katherine vero", si scopre che è transessuale e il suo nome alla nascita era Eric. Nel finale del matrimonio, si scopre che il bar resterà aperto, con grande gioia di Erica, che non resterà disoccupata, anche se Thomas continuerà a provarci con lei. 
Steve Delhomme: Steve è una delle persone (rappresentate come pecore nei sogni) che Vincent incontra nella torre degli incubi. Questa si differenzia da tutte le altre per via della cravatta che indossa (inizialmente viene definito nel gioco come "Pecora con una cravatta"), ma soprattutto perché è l'unica pecora che avrà diretto contatto con Vincent nel mondo reale telefonandogli. Morirà divorato dal boss "Ombra di Vincent". Steve viene presentato nei titoli di testa semplicemente col nome di "The Sheep" (la Pecora).
Boss / Thomas Mutton: è il proprietario dello Stray Sheep Bar, ma in realtà è Thomas Mutton, il primo uomo ad aver superato i terribili incubi mortali di Astaroth ed essere arrivato in cima alla torre degli incubi. Si può supporre che abbia poi desiderato di diventare una divinità, prendendo il nome di Dumuzid, che è peraltro un dio della cultura sumero-babilonese. Negli incubi è rappresentato prima come una versione gigantesca di sé stesso, seduto su un trono, poi come una enorme testa nera, con le pecore/persone attaccare alla sua testa, sul cui capo vi è sempre seduto Thomas (se si riesce a vedere). Nel finale del matrimonio, organizzerà nel bar la festa di Vincent. Si scoprirà poi di essere attratto da Erica Anderson. Alla fine della storia, Vincent è il secondo ad essere arrivato sulla cima di Astaroth. Avendo sconfitto infine Thomas Mutton, esprime il desiderio che gli incubi cessino per tutto il genere umano. Sempre nel finale del matrimonio, si scopre che il bar dove Thomas lavora sotto copertura, resterà aperto e lui continuerà a lavorarci, insieme a Erica. Thomas rivela che è grazie a lui, insieme alle altre entità, se Vincent è potuto nascere, poiché con la loro influenza hanno allontanato l'uomo con cui non avrebbe avuto figli. 
Voce misteriosa / Astaroth: è la voce misteriosa che pone le domande a Vincent negli incubi. Alla fine, si viene a sapere che la sua identità è Astaroth.
Nergal: dio degli inferi, padre di Catherine. Può essere visto solo nel finale buono e vero di Catherine.
Trisha: è la presentatrice che introduce il giocatore alla storia, vestita con un abito nero e dotata di una vistosa chioma rossa stile afro. Concludendo la modalità di gioco Babele, si scopre che in realtà è Ishtar, una divinità dell'amore, identità dietro cui si cela lo stesso Astaroth.
Paul: un amico di Vincent, una delle prime vittime della serie di decessi.
Clienti dello Stray Sheep Bar: altre persone a cui Vincent darà confidenza, scambiandosi preoccupazioni e problemi di vita. Una buona parte di queste sono anch'esse perseguitate dagli incubi, ma il protagonista non lo può sapere. Vincent dovrà parlare con loro per aiutarli a risolvere i problemi, chiacchierandoci sia al bar che negli incubi e così salvarli. Se non dovesse riuscirci, questi perderanno la vita.
- Justin: ex-giornalista, si sente in colpa per aver spinto indirettamente al suicidio una ballerina con un suo pezzo. Tenta di superare i suoi incubi per aggiudicarsi il desiderio con cui farla tornare in vita. Ha una fidanzata, ma le dedica poco tempo. Negli incubi è la “pecora con gli occhiali”. Se salvato, ritornerà a scrivere e penserà al matrimonio.
- Todd Bozeman: dirigente d'azienda di vestiti. È un chiacchierone e un donnaiolo, ma in fondo è un bravo ragazzo. È sposato, ma sua moglie ha una relazione clandestina con il sottoposto Archie. Ha avuto un'infanzia difficile, veniva maltrattato dal padre. Negli incubi è la “pecora con i capelli strani” (taglio Pompadour). Se salvato, dedicherà più tempo alla moglie e perdonerà Archie per la tresca.
- Archibald Wallace: noto come Archie, è un ragazzo che lavora sotto le direttive di Todd. Mal sopporta le donne e confessa di averne sedotte molte, per poi derubarle e abbandonarle. Questo comportamento gli stato causato dagli abusi sessuali della madre. Ha una relazione con la moglie del capo. Negli incubi è la “pecora dai capelli lunghi”. Se salvato, deciderà di sposarsi e farsi una famiglia e verrà perdonato da Todd.
- Daniel Kirsch: è l'erede adottivo di una famiglia di grande successo e della loro azienda. Vive sulle aspettative di questi, anche per quanto riguarda le relazioni sentimentali. È molto vicino ad Amanda, ma sa che la sua famiglia non gli permetterà mai di stare insieme. Era anche un ex compagno di elementari di Vincent, ma quest'ultimo non se ne ricorda. Negli incubi è la “pecora con gli occhiali da sole”. Se salvato, si darà ad una fuga d'amore con Amanda.
- Morgan Cortez: un poliziotto, si sente in colpa per la morte della moglie, uccisa anni fa da un criminale. Da allora, cercò di trovare il colpevole per ucciderlo e poi suicidarsi, dandosi, nel frattempo, all'alcolismo. Negli incubi è la “pecora con il cappello da poliziotto”. Se salvato, smetterà di bere e cercherà l'assassino della moglie per sbatterlo in cella, anziché vendicarsi.
- Anna Rosmont: la donna di cui Daniel è innamorato.
- Lindsay e Martha Uspenski: due anziane gemelle monozigote, sono tra i personaggi i più enigmatici del gioco. Con parole quasi sibilline, le due sembrano conoscere particolari nascosti della vita dei clienti dello Stray Sheep Bar, e sembrano sapere molte cose sul mondo onirico e sulla leggenda ad esso correlato. Non si sa altro su di loro.

## Modalità di gioco
La struttura di Catherine è divisa in due sezioni: gli incubi e lo Stray Sheep Bar.

### Nightmare (Incubi)
Durante i suoi incubi, Vincent deve scalare degli enormi muri composti da piccoli blocchi. Spostando questi ultimi può crearsi dei passaggi per avanzare, affrontando via via sfide sempre più impegnative. Il gameplay è, pertanto, quello di un puzzle-platform.
A rendere più complesso il sistema di gioco, col tempo i cubi sottostanti al giocatore crolleranno autonomamente, facendolo sprofondare nel vuoto.
Durante i vari stage, Vincent può incontrare altre pecore, che il più delle volte tenteranno di farlo cadere. Queste rappresentano un ostacolo che Vincent può eliminare colpendole con il suo cuscino. In aiuto del giocatore vi sono alcuni oggetti acquistabili o trovabili durante le scalate:
Tra un piano e l'altro, Vincent potrà approfondire di utili tecniche di arrampicata conversando con altre pecore. Tra gli appassionati dell'opera videoludica si ha la tendenza di inventare nuove tecniche.
Qualora il giocatore sbagli qualcosa nella gestione dei blocchi, rimanendo così intrappolato, il tasto di Select può permettergli di annullare le ultime dieci mosse effettuate. Non è possibile effettuare il Select a difficoltà Difficile.

### Stray Sheep Bar (Bar della pecora smarrita)
Quando Vincent è sveglio, potrà essere utilizzato nelle sezioni ambientate nello Stray Sheep Bar. Qui, il gameplay muta profondamente, diventando quasi un simulatore sociale.
All'interno dello Stray Sheep è possibile eseguire svariate azioni:
- Parlare con gli amici di Vincent e con altri clienti. Spesso sarà possibile dare delle risposte ad alcune domande che andranno ad influenzare il karma del giocatore.
- Bere dei drink. Ubriacandosi, Vincent otterrà maggior velocità nei movimenti durante gli incubi.
- Ascoltare musica al jukebox.
- Andare in bagno.
- Giocare a "Raperonzolo". Questo minigioco è una versione arcade degli incubi, dove il giocatore ha un numero limitato di blocchi spostabili.
- Rispondere alle chiamate e messaggi di Katherine e/o Catherine. In base al contenuto degli SMS inviati, il karma di Vincent muta.

Durante le sessioni nello Stray Sheep Bar, inoltre, col passare del tempo, i clienti usciranno o entreranno nel locale, il che costringe il giocatore ad attendere diverso tempo per poter dialogare con ogni personaggio.
Nell'incubo Vincent si ritrova, insieme ad altri, a dover attraversare una sorta di torre, alta 8 piani. Ogni piano è ulteriormente diviso in altri piani da scalare. Ogni notte Vincent scala un piano, per un totale di 8 notti.

## Accoglienza
La rivista Play Generation diede alla versione per PlayStation 3 un punteggio di 85/100, reputandolo un capolavoro di trama, atmosfera e originalità e trovando splendidi i livelli ed i personaggi e come contro qualche imperfezione nei controlli ed alcuni momenti frustranti nei sogni, finendo per considerarlo "un esperimento unico, un'avventura d'atmosfera e un ottimo rompicapo, ma non per tutti".

### Vendite
Nella prima settimana d'uscita in Giappone, la versione per PlayStation 3 ha venduto più di 140 000 copie, superando Marvel vs. Capcom 3: Fate of Two Worlds, pubblicato nello stesso giorno.